# Raf (chanteur)
Pour les articles homonymes, voir Raf.
Raf, de son vrai nom Raffaele Riefoli (né le 29 septembre 1959 à Margherita di Savoia, dans la province de Foggia), est un chanteur et compositeur italien.

## Biographie

### Débuts et succès
Il connait son plus grand succès avec Self Control, sorti en 1984 et repris la même année — avec tout autant de succès — par Laura Branigan. En 1987 il écrit Si può dare di più qui remporte le Festival de Sanremo. Il participe à l'Eurovision en duo avec Umberto Tozzi pour Gente di mare qui remporte la 3e place. Il remporte le Festivalbar en 1989 et 1993. En 1988, il participe pour la première fois au festival de Sanremo avec Inevitabile follia, après quoi il sort l'album Svegliarsi un anno fa, dont le titre est écrit par Gaetano Curreri, Il sapore di un bacio. L'année suivante, il revient à Sanremo avec Cosa resterà degli anni '80, inclus dans l'album Cosa resterà..., qui contient également Ti pretendo, avec lequel il remporte le Festivalbar 1989. 
En 1993, il prête sa voix pour les débuts discographiques de Laura Pausini : ils chantent ensemble Mi rubi l'anima. Il remporte à nouveau le Festivalbar en 1993 avec Il battito animale, inclus dans l'album Cannibali, dont deux autres singles, Due et Stai con me, sont extraits par la suite, un album à succès.
En juin 1995 sort Manifesto (la première édition contenait également le premier CD-ROM musical italien),. Le premier single est Sei la più bella del mondo. Les singles suivants seront Il suono c'è, Dentro ai tuoi occhi et Prima che sia giorno. À l'automne 1996, elle sort sa première collection, intitulée Collezione temporanea. 16 succès réarrangés, plus l'inédit Un grande salto.
L'album d'inédits est La prova sorti en 1998, un album aux sonorités rock, bien accueilli par la critique, mais moins par le public. Trois singles, Vita, storie e pensieri di un alieno, La danza della pioggia  et Little Girl, sont extraits de l'album. 

### Années 2000
En 2001 sort Iperbole, anticipé par le single Infinito qui lui vaut le prix de la radio au Festivalbar. L'album connaît également le succès grâce aux trois autres singles extraits (Via, Nei silenzi et Oasi). Dans la première édition, l'album est publié sous format CD dans une version spéciale avec une piste multimédia qui peut être mise à jour via le web. L'album suivant sort au printemps 2004, intitulé Ouch (contenant la chanson-titre contenue dans l'album et écrite avec Max Nardari), dont le titre principal est la ballade In tutti i miei giorni. Quelques jours après la sortie de Ouch, Arnoldo Mondadori Editore publie l'autobiographie Cosa resterà... écrite avec Domenico Liggeri. 
En 2005, la deuxième collection intitulée Tutto Raf est publiée. Divisée en deux disques, la collection ne contient pas de titres inédits mais deux titres bonus : E penso a te, une reprise de la chanson de Lucio Battisti, et Amarse o no amarse, une version espagnole de Amarsi o non amarsi. Toujours en 2005, il participe à divers projets. Il chante en duo avec Edoardo Bennato dans Ogni favola è un gioco avec Alex Britti à la guitare, puis prête sa voix au projet Jetlag dans la chanson È necessario et, enfin, participe à l'album de duos de Ron Ma quando dici amore?, en chantant avec lui dans la chanson La pace.

### Depuis les années 2010
L'album Numeri sort au printemps 2011 chez Sony BMG, près de trois ans après le dernier disque. Une émotion inattendue est choisie comme premier single. L'album se hisse à la première place des ventes sur iTunes, tandis qu'il débute en sixième position dans le classement officiel FIMI des albums les plus vendus en Italie. La chanson-titre est chantée avec Frankie Hi-NRG MC et Nathalie. Les singles Senza cielo et Controsenso sont ensuite extraits dans l'ordre.
En 2011 sort le film d'animation Un monstre à Paris, réalisé par Bibo Bergeron. La version italienne du film comprend las voix de Raf et Arisa. Pour Raf, le film véhicule un message important : « On est de plus en plus habitués à juger sur les apparences. Le message important qui ressort du film est qu'aujourd'hui, il est nécessaire de vouloir connaître les gens, et non de les juger en fonction des apparences. Mon rôle était très difficile, Francœur ne s'exprime et ne communique que par le chant. Il était très difficile de maintenir des tons très élevés. »
À l'automne 2012, sort Le ragioni del cuore, qui contient 11 titres déjà enregistrés et révisés dans une tonalité electropop pour l'occasion, ainsi que deux titres inédits. Vers la fin de l'année 2012, le deuxième album d'Entics sort sous le label Sony Music/Tempi Duri Records de Fabri Fibra, intitulé Carpe diem, auquel Raf participe également, sur le 7e titre, Cosa farei, cosa faresti, en intervenant dans le refrain et en écrivant un court couplet à la fin du morceau. En tant qu'auteur, il écrit également les titres C'è di più (écrit avec Frankie Hi-NRG MC) et In cerca d'autore, écrit avec Jovanotti (auteur de la chanson Su per strada con te avec Niccolò Agliardi et Pacifico). En 2013, il participe à l'album Max 20 de Max Pezzali en chantant en duo Sei fantastica et apparaît, en tant que coauteur et interprète, dans le single Sogno d'estate de Nathalie.
En 2015, il participe au festival de Sanremo, 24 ans après la dernière fois, avec la chanson Come una favola. Il est frappé par une bronchite et, à la fin de la quatrième soirée, sa chanson fait partie des quatre exclues de la finale. En juin, il sort l'album Sono io. Le 21 octobre 2018, il sort le single écrit par Raf, Come una danza, en duo avec Umberto Tozzi, les deux donneront des concerts dans toute l'Italie ensemble à la fois dans des arènes et des théâtres, et de cette tournée en 2019 un double album live intitulé Due, la nostra storia est publié.
Le 24 juin 2022, il sort, sept ans après le dernier, le nouveau single Cherie. Le 27 avril 2023, il sort un nouveau single : 80 Voglia di te,.

## Discographie

### Albums studio
- 1984 : Self Control
- 1988 : Svegliarsi un anno fa
- 1989 : Cosa resterà...
- 1991 : Sogni...è tutto quello che c'è
- 1993 : Cannibali
- 1995 : Manifesto
- 1996 : Collezione temporanea
- 1998 : La prova
- 2001 : Iperbole
- 2004 : Ouch!
- 2005 : Tutto Raf
- 2006 : Passeggeri Distratti
- 2008 : Metamorfosi
- 2009 : Soundview
- 2011 : Numeri
- 2015 : Sono io
- 2024 : La mia Casa

### 45 tours
- 1984 - Self control
- 1984 : Change Your Mind
- 1987 - Gente di mare (avec Umberto Tozzi)
- 2006 - Salta più alto